# ユーチラ鋳造所
ユーチラ鋳造所(フィンランド語:Juutilan valimo または Metallivalimo H & E Juutilainen)はカーヴィのヴェンカラーティ村に存在する1881年に設立されたフィンランド国内において現存する最も古い ベル鋳造所である。
また隣接する鋳造博物館 はかつての鋳造施設であり、伝統的な砂型鋳造の展示を行なう博物館としては北欧諸国の中で唯一である。

## 歴史
ユーチラ鋳造所は銅と真鍮を鋳造する場として設立された。一度の鋳造で最大500キログラム（1100ポンド）の金属製品を鋳造することができる設備を持っている。
設立初期において、数種類のベルと乳鉢が主要な生産品であった。完成品はカレリア地方のヴィボルグ、ソルタヴァラまで運ばれ、販売された。また、製品の中にはサンクトペテルブルクまで運ばれる物もあった。
1940年代には、5人の作業員が当時働いており、多数の学校のベルを鋳造していた。1960年代には後の1980年代、1990年代に主要な製品となる教会のベルを作成し始めた。
現在、ユーチラ鋳造所において年間6口の教会ベルが鋳造されている。
建物については、設立から100年あまりは旧式の工場だったが、1982年に現在のレンガ造りによる工場となった。

### 設立からの職人の歴史
現在はエルヤス・ユーティライネン(Eljas Juutilainen)氏によって砂型鋳造の伝統が保たれている状況である。鋳造作業員と技術はユアンコスキ鉄工所より彼の祖父の叔父よりユーチラ農場に伝えられ、この年(1881年)よりユーチラ鋳造所は稼働している。
エルヤス氏は3世代目の職人であり、鋳造所において40年以上製品を作り続けている。彼は1975年にFinnish State Award of Industrial Arts（フィンランド州工業美術賞）を受賞している。

## 製品
多くの種類のベル（教会ベル、ジングル・ベル（スレイベルとも呼ばれる）、燭台、レリーフ、墓石に据え付ける十字架、商用の贈呈品などを作成している。

## 使用されている場所
フィンランド国内において、ユーチラ鋳造所製のベルが使われている教会は以下のとおりである。
- ハンコ[6]
- ハルトラ, ハルトラ聖堂 (フィンランド語: Hartolan kirkko, 英語: Hartola Church)

- イーサルミ

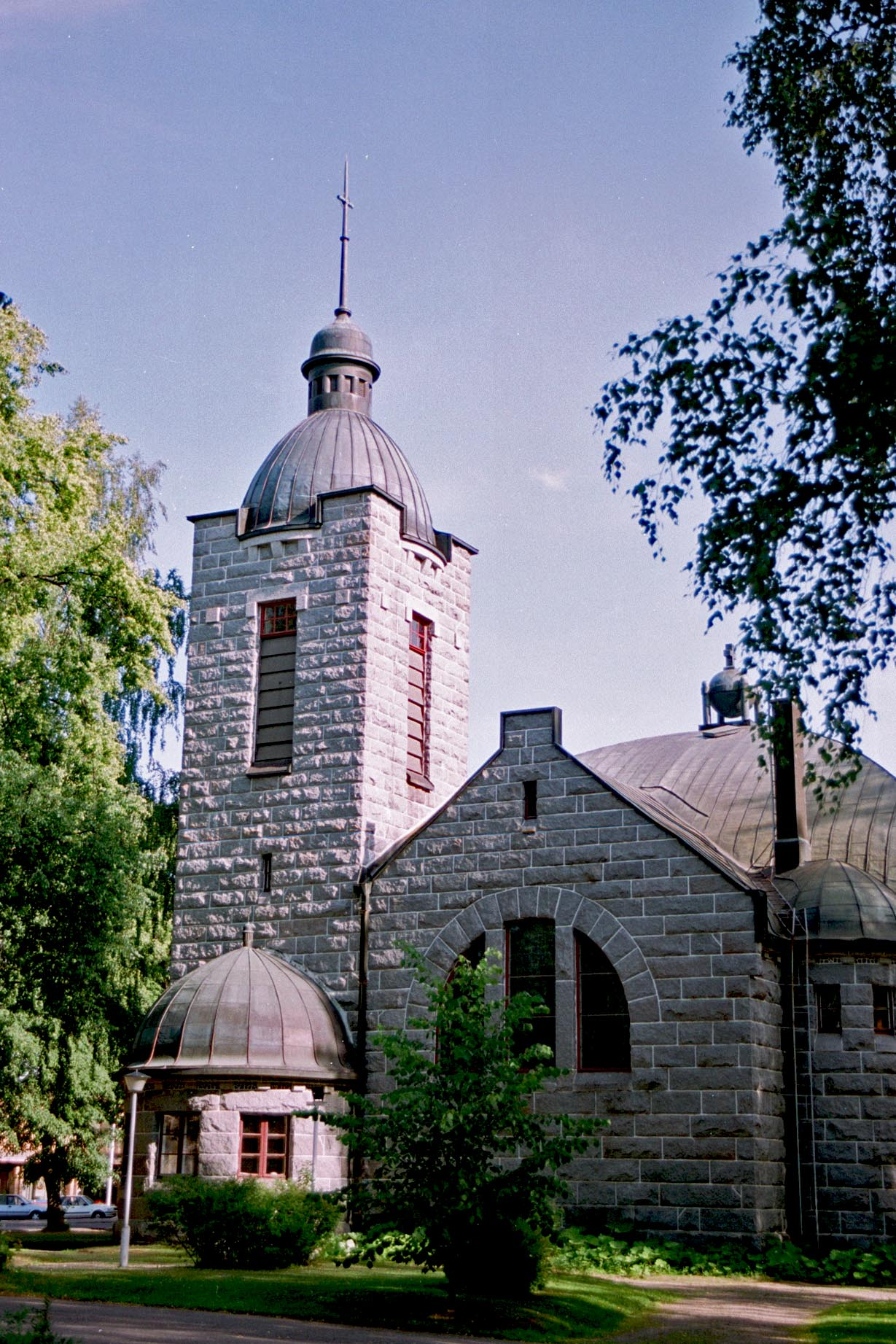
ハルトラ聖堂, パイヤト＝ハメ県

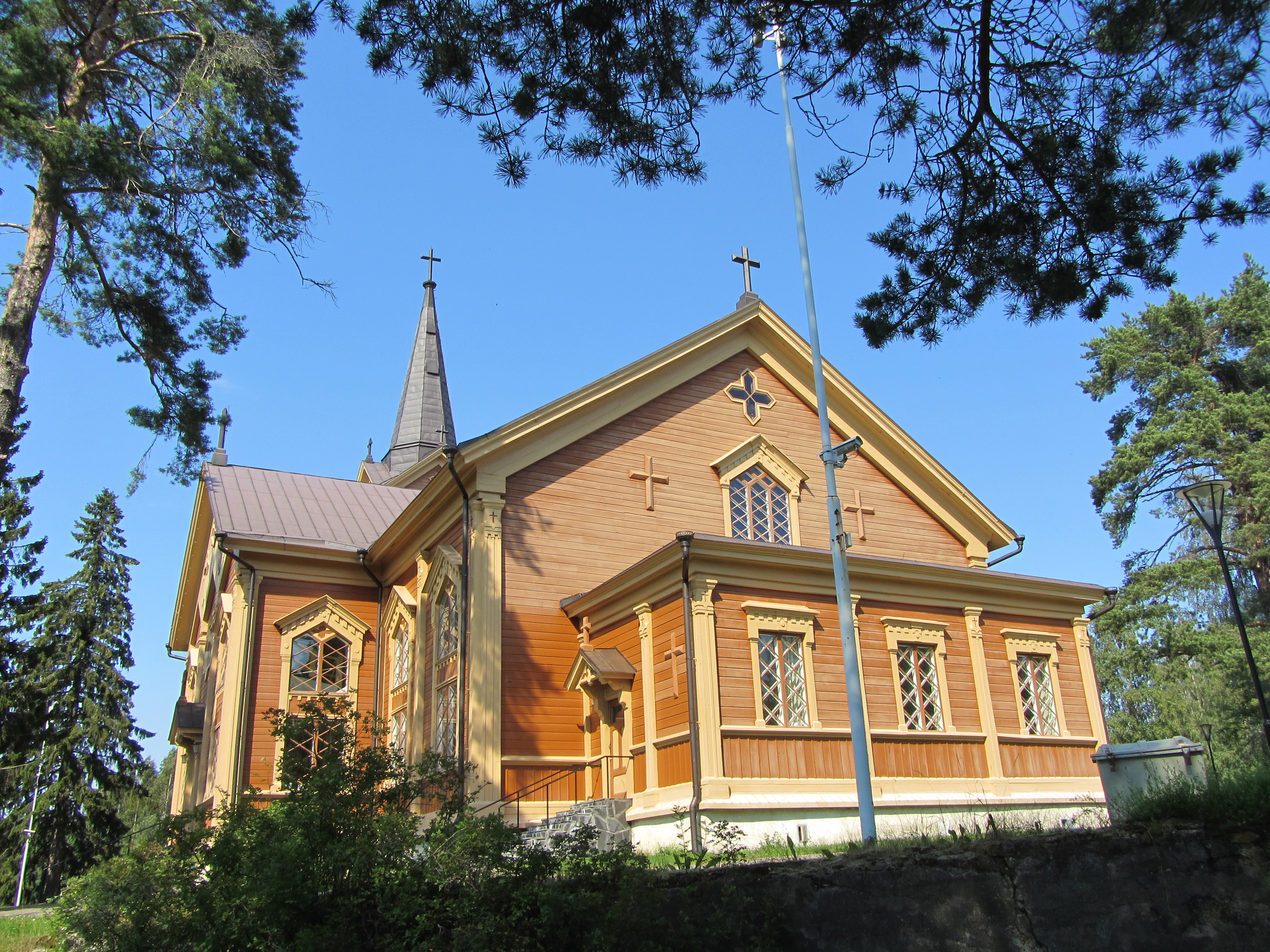
コンティオラハティ聖堂,北カルヤラ県

- カーヴィ, ルイコンラハティにある木造教会, (Luikonlahden tšasouna, Luikonlahti Orthodox Chapel)[8]
- カンガサラ (Sahalahden kirkko, Sahalahti Church)
- ケンペレ (Kempeleen kirkko, Kempele Church)
- キウルヴェシ (Lapinsalon kirkko, Lapinsalo Church)[9]
- コンティオラハティ, コンティオラハティ聖堂 (Kontiolahden kirkko, Kontiolahti Church)

- クオピオ (ユアンコスキ) (Ylösnousemuksen kirkko, Church of the Resurrection of Christ)
  - 真鍮製ベル2口 (1990年)
  - うち大きい方: 直径およそ77センチメートル（およそ30インチ）、重量265キログラム（約584ポンド）、シ音階
  - うち小さい方: 直径およそ60センチメートル（およそ24インチ）、重量135キログラム（およそ298ポンド）、レ音階[11]
- クオピオ (ユアンコスキ), ユアンコスキ 正教会 (Juankosken ortodoksinen kirkko, Juankoski Orthodox Church)[12]
- クオピオ (ニルシア) (Murtolahden kappeli, Murtolahti Chapel) [13][14]
  - 真鍮製ベル (2005年)
  - 直径およそ41センチメートル（約16インチ）[11]
- ニヴァラ (Karvoskylä Chapel)[15]
- ラハティ (Mukkulan seurakuntakeskus, Mukkula Parish Centre)
- ラピンラハティ (Alapitkän kirkko, Alapitkä Church)[16]
- ラッペーンランタ (Lappeenrannan ortodoksinen kirkko, Orthodox church of Lappeenranta) [17][18]
- ノキア (Pinsiön kirkko, Pinsiö Church)[19]
- ピュハヨキ, ピュハヨキ聖堂 (Pyhäjoen kirkko, Pyhäjoki Church)[20]
- ピュハヤルヴィ, ピュハヤルヴィ聖堂 (Pyhäjärven kirkko, Pyhäjärvi Church)
- リスティヤルヴィ, リスティヤルヴィ聖堂 (Ristijärven kirkko, Ristijärvi Church)[21]
- サヴォンリンナ (Haukiniemen tšasouna, Haukiniemi Orthodox Chapel)[22]
- ウツヨキ, ヌオルガム[23]

ロシアの Koltuši (Колтуши)地方にある教会にもユーチラ鋳造所製の鐘が据え付けられている。また輸出先としてはボリビア、オーストラリア, ケニア、ナミビア、セネガル、タンザニア、ウルグアイも挙げられる。

## 鋳造博物館
2004年には伝統的な鋳造技術の保護を目的として鋳造博物館が設立された。展示品はFinnish National Board of Antiquities （フィンランド国立アンティーク委員会）の専門的な助言を受け2000点近くの展示品が鋳造所より選ばれている。旧施設は広場を挟んで反対側に移設され、特に鋳造技術における砂型鋳造について紹介されている。夏季のみ営業している。